# Alessandro Ruggeri
Alessandro Ruggeri (Bergamo, 26 maggio 1987) è un imprenditore e dirigente sportivo italiano.
Figlio dell'imprenditore Ivan Ruggeri, è stato temporaneamente presidente dell'Atalanta, dal settembre 2008 al giugno 2010, in seguito alla grave e improvvisa malattia che colpì il padre.

## La carriera
Durante il periodo di presidenza del padre, ha ricoperto il ruolo di amministratore delegato dell'Atalanta, mentre nel maggio del 2008 è stato eletto consigliere di Lega.
In seguito all'improvvisa malattia che colpì il padre, venne eletto presidente nel settembre 2008, incarico che mantenne sino al 4 giugno 2010, quando l'attuale patron Antonio Percassi, acquistò il pacchetto di maggioranza della società.
Entrato in carica a 21 anni, risultò essere il presidente più giovane della storia della Serie A.